# یواس‌اس گرولر (۱۸۱۲

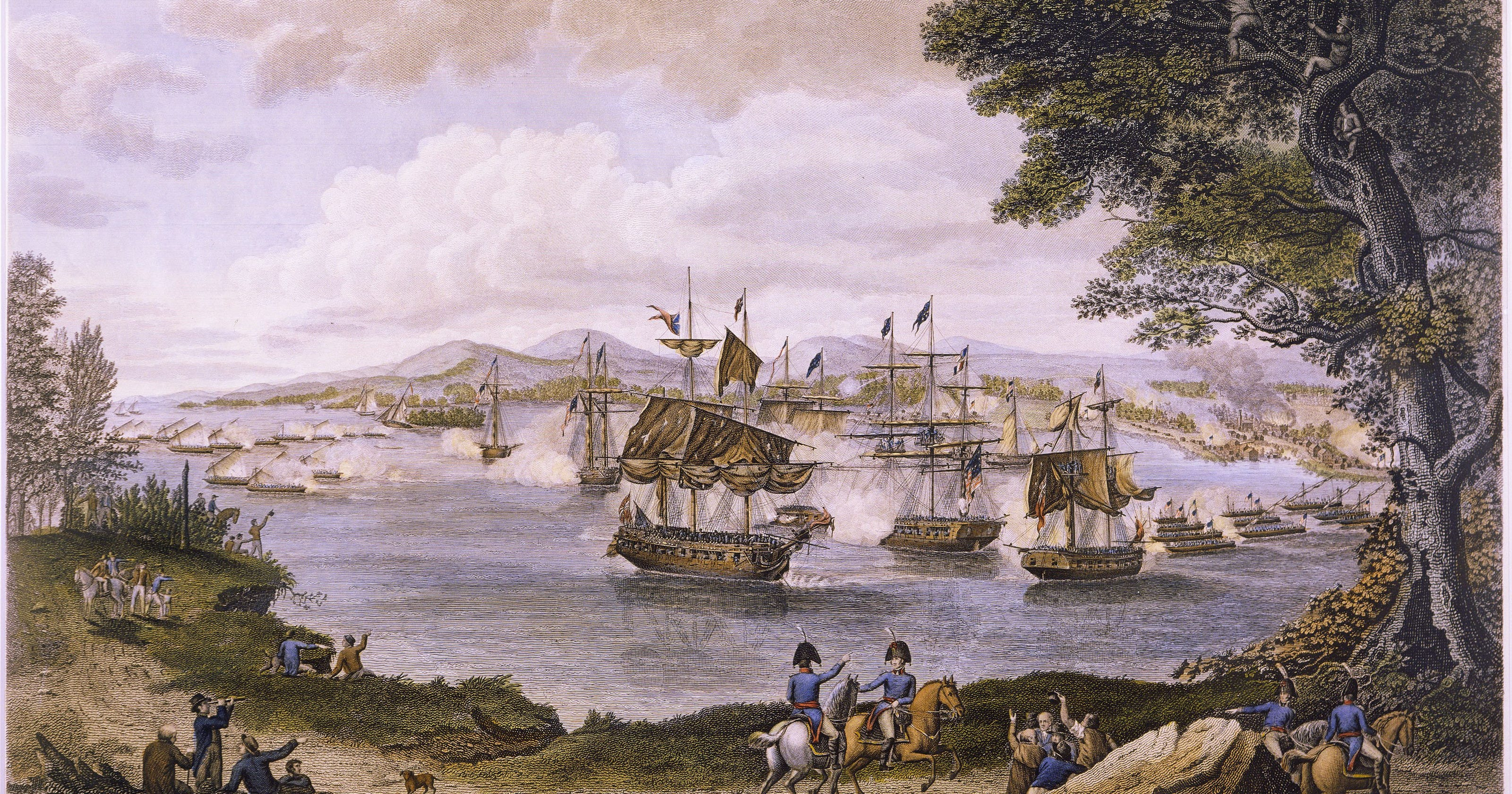
کشتی یواس‌اس گرولر

(۱۸۱۲ (به انگلیسی: USS Growler (1812 sloop)) یک کشتی بود که طول آن ۶۴ فوت (۲۰ متر) بود. این کشتی در سال ۱۸۱۲ ساخته شد.